# Тані Сінітіро
Сінітіро Тані (яп. 谷 真一郎, нар. 13 листопада 1968, Префектура Айті) — японський футболіст, що грав на позиції нападника.
Виступав за клуб «Касіва Рейсол», а також національну збірну Японії.

## Клубна кар'єра
Народився 13 листопада 1968 року. Вихованець футбольної команди Цукубського університету.
У професійному футболі дебютував 1991 року виступами за команду клубу «Касіва Рейсол», кольори якої і захищав протягом усієї своєї кар'єри гравця, що тривала лише п'ять років.

## Виступи за збірну
1990 року, ще граючи за університетську команду, провів свою єдину офіційну гру у складі національної збірної Японії.